# Crkva sv. Ante Padovanskog u Dragljanima
Crkva sv. Antuna Padovanskog, crkva u Dragljanima, Grad Vrgorac, zaštićeno kulturno dobro

## Opis dobra
Crkva svetog Ante Padovanskog u Dragljanima jednobrodna je građevina s pravokutnom apsidom, orijentirana istok-zapad. Apsida je zapravo ranija crkva koja je 1779. godine proširena dok je crkva u današnjem obliku nastala 1821. godine. U apsidalni dio crkve uzidano je nekoliko stećaka od kojih su neki i ukrašeni što potvrđuje da je prostor oko crkve i srednjovjekovni arheološki lokalitet. U crkvi se nalaze dva oltara izrađena u, široj javnosti nepoznatoj, radionici Rako iz Imotskog.

## Zaštita
Pod oznakom Z-3842 zavedena je kao nepokretno kulturno dobro - pojedinačno, pravna statusa zaštićena kulturnog dobra, klasificirano kao "sakralna graditeljska baština".